# Holló János
| Holló János. Az MTA köztestületének tagjai. | Holló János. Az MTA köztestületének tagjai. |
| Kattints az alábbi külső linkek egyikére!   | Kattints az alábbi külső linkek egyikére!   |
| ------------------------------------------- | ------------------------------------------- |
| Nem található szabad kép.(?)                |                                             |
| külső link · jogvédett                      | Holló János                                 |

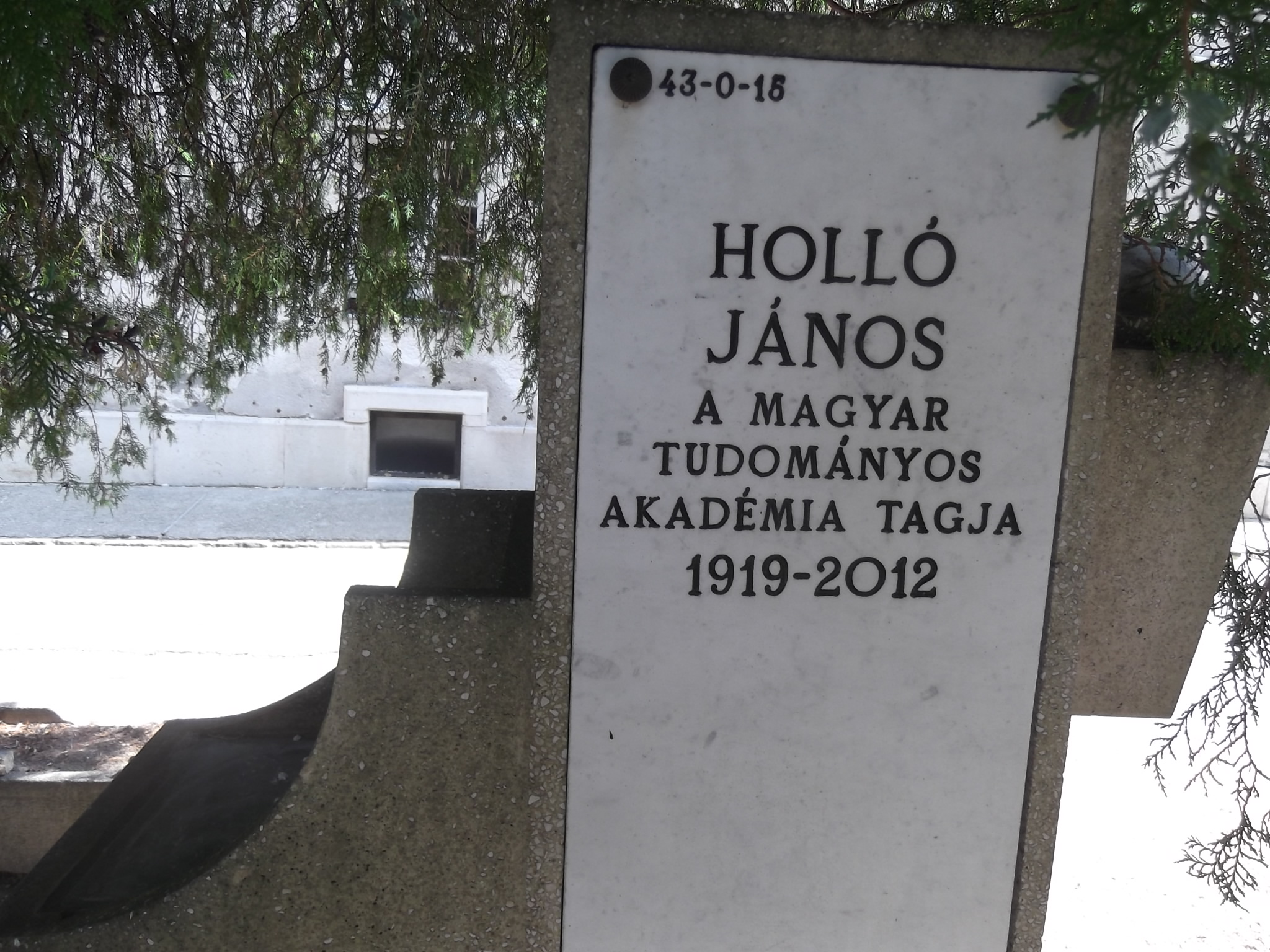
Holló János sírja a Farkasréti Temetőben

Holló János (Szentes, 1919. augusztus 20. – Budapest, 2012. január 5.)  magyar vegyészmérnök, biotechnológus, egyetemi tanár, a Magyar Tudományos Akadémia rendes tagja. Kutatási területe a mezőgazdasági vegyészet, az élelmiszeripari technológia, illetve a biomérnöki tudományok. 1956–1957-ben, illetve 1963 és 1972 között a Budapesti Műszaki Egyetem Vegyészmérnöki Karának dékánja. 1972 és 1991 között az MTA Központi Kémiai Kutatóintézet igazgatója. Holló Dorottya (1960) nyelvész, pedagógus édesapja.

## Életpályája
1937-ben érettségizett, majd beiratkozott a József Nádor Műszaki Egyetemre, ahol 1941-ben szerzett vegyészmérnöki diplomát. Ennek megszerzése után különböző vegyipari, illetve mezőgazdasági üzemekben volt mérnök 1945-ig. 1946-ban a Kőbányai Sörgyár üzemi, illetve kutatómérnöke lett, majd 1948-ban a gyár műszaki igazgatásával bízták meg. Itt 1952-ig dolgozott. Közben 1950-ben habilitált és a Budapesti Műszaki Egyetem (2000-től Budapesti Műszaki és Gazdaságtudományi Egyetem) magántanára lett. 1952-ben az egyetem mezőgazdasági kémiai technológia tanszékén kapott egyetemi docensi, illetve tanszékvezetői megbízást. 1957-ben vette át egyetemi tanári kinevezését. A tanszéket huszonhárom éven keresztül, 1975-ig vezette. Közben az 1956–1957-es tanévben, illetve 1963 és 1972 között a Vegyészmérnöki Kar dékánja volt. 1990-ben nyugdíjba vonult, 1992-ben professor emeritusi címet kapott. Egyetemi állása mellett 1972-ben az MTA Központi Kémiai Kutatóintézet igazgatói pozíciójával is megbízták. A kutatóintézet élén 1991-ig állt. 1991-ben kutatóprofesszorként vonult nyugdíjba.
Addigi munkásságárt 1952-ben a kémiai tudományok kandidátusi fokozatot szerzett. 1957-ben védte meg akadémiai doktori értekezését. Az MTA Mezőgazdasági Biotechnológiai Bizottságának, illetve az Élelmiszertudományi Komplex Bizottságnak lett tagja, utóbbinak több éven át elnöke is volt, később örökös tiszteletbeli elnökévé emelték. 1967-ben választották meg a Magyar Tudományos Akadémia levező, 1976-ban pedig rendes tagjává. A Finn Műszaki Tudományos Akadémia, a Lengyel Tudományos Akadémia, a Német Tudományos Akadémia, illetve a Nemzetközi Élelmiszer-tudományi és Technológiai Akadémia is felvette tagjai sorába. Akadémiai tisztségei mellett 1949-ben a Magyar Élelmezésipari Tudományos Egyesület alapító főtitkárává választották, később az egyesület társelnöke, majd elnöke lett. 1990-ben tiszteletbeli elnökké választották. 1964 és 1966, valamint 1982–1983 között a Nemzetközi Zsiradékkutatási Társaság elnöke volt. 1948 és 1968 között az Élelmezési Ipar című folyóirat alapító szerkesztője volt. Emellett az Acta Alimentaria és az Élelmiszervizsgálati Közlemények főszerkesztőjeként is dolgozott.

## Munkássága
Fő kutatási területe a mezőgazdasági vegyészet, az élelmiszeripari technológia, illetve a biomérnöki tudományok.
Legfontosabb eredményeit a különböző élelmiszeripari nyersanyagok tulajdonságainak, valamint az ipari enzimek és biológiai eredetű anyagok műveleti kérdéseinek kutatása során érte el: munkatársaival együtt a világon elsőként valósította meg a zöld növényekből nagy biológiai értékű rostmentes erőtakarmány előállítását (ez volt az úgynevezett VEPEX-eljárás). Szintén a nevéhez fűződik az enzimes és töménysörfőzési eljárások megvalósítása, illetve az izocukor és alkohol gyártásának megoldása cukorból. Foglalkozik még ezenkívül a fizikai-kémiai, illetve a biológiai szennyvíztisztítás kérdéseivel is.
Több mint hatszáz tudományos publikáció szerzője vagy társszerzője. Összesen huszonöt szabadalmat jegyeztetett be. Munkáit elsősorban magyar, német, francia és angol nyelven adja közre.

## Díjai, elismerései
- Sigmond Elek-díj (1959)
- Akadémiai Díj (1963)
- Francia Akadémia Pálmarend lovagja (1968)
- Török Gábor-díj (1969)
- Interpetrol Aranyérem (1973)
- Kiváló feltaláló (1974, 1975)
- Állami Díj I. fokozata (1975) – Zöldnövényi bázisból kiinduló takarmányfehérje-kutatásban elért eredményeiért. Megosztva Koch Lehellel.
- MTESZ-díj (1979)
- Chevreul-érem (1986)
- Normann-érem (1986)
- Kosutány Tamás-díj (1999)

## Főbb publikációi
- Maláta- és sörgyártás (1952)
- Élelmezési iparok I–II. (1952–1957)
- Automatizálás az élelmezési iparban (1954, szlovákul és románul is)
- Sör- és malátaipari nyersanyagok (1964)
- Söripari technológia I–II. (1965–1966)
- Die Saure Hydrolyse der Stärke (1966)
- Application of Molecular Distillation (1971)
- A keményítő bioszintézisének és enzimes degradációjának folyamata (1972)
- A korszerű fermentációs kutatás néhány problémája (1978)
- Fat Sciences (1983)
- Food Industries and the Environment (1985)
- NIR Infrated Diffused Reflectance/Transmittance Spectroscopy (1987)
- Élelmiszer és takarmánytermelési biotechnológia (1989)
- A keményítő biokonzervációja (1992)
- Emberi táplálkozásra előállított nem konvencionális élelmiszerek (1993)